# Sava
Sava (phát âm tiếng Slovene: [ˈsàːʋa], tiếng Serbia-Croatia: [sǎːʋa], Kirin Serbia: Сава) là một con sông ở châu Âu, là phụ lưu của sông Danube. Nó chảy qua Slovenia, Croatia, và phần biên giới phía bắc của Bosnia và Herzegovina, đến Serbia, đổ vào sông Danude tại Beograde.